# Ascosphaera naganensis
Ascosphaera naganensis är en svampart som beskrevs av Skou 1988. Ascosphaera naganensis ingår i släktet Ascosphaera och familjen Ascosphaeraceae.   Inga underarter finns listade i Catalogue of Life.